# Princípio da natureza pública da proteção ambiental
O princípio da natureza pública da proteção ambiental, também denominado princípio da obrigatoriedade da proteção ambiental, é um princípio jurídico que rege o Direito Ambiental brasileiro.
Este princípio é expresso no dever irrenunciável do Poder Público atuar como garantidor da proteção do meio ambiente, devendo regular a ordem econômica ambiental. Por isso inexiste discricionariedade administrativa na tutela ambiental, em regra. Aplicável tanto à propriedade urbana quanto à rural, a função socioambiental da propriedade exige que esta seja gerida de forma a considerar a preservação ambiental. Possui fundamento no art. 225 da Constituição Federal do Brasil.